# Institut Guimarães Rosa de Barcelona

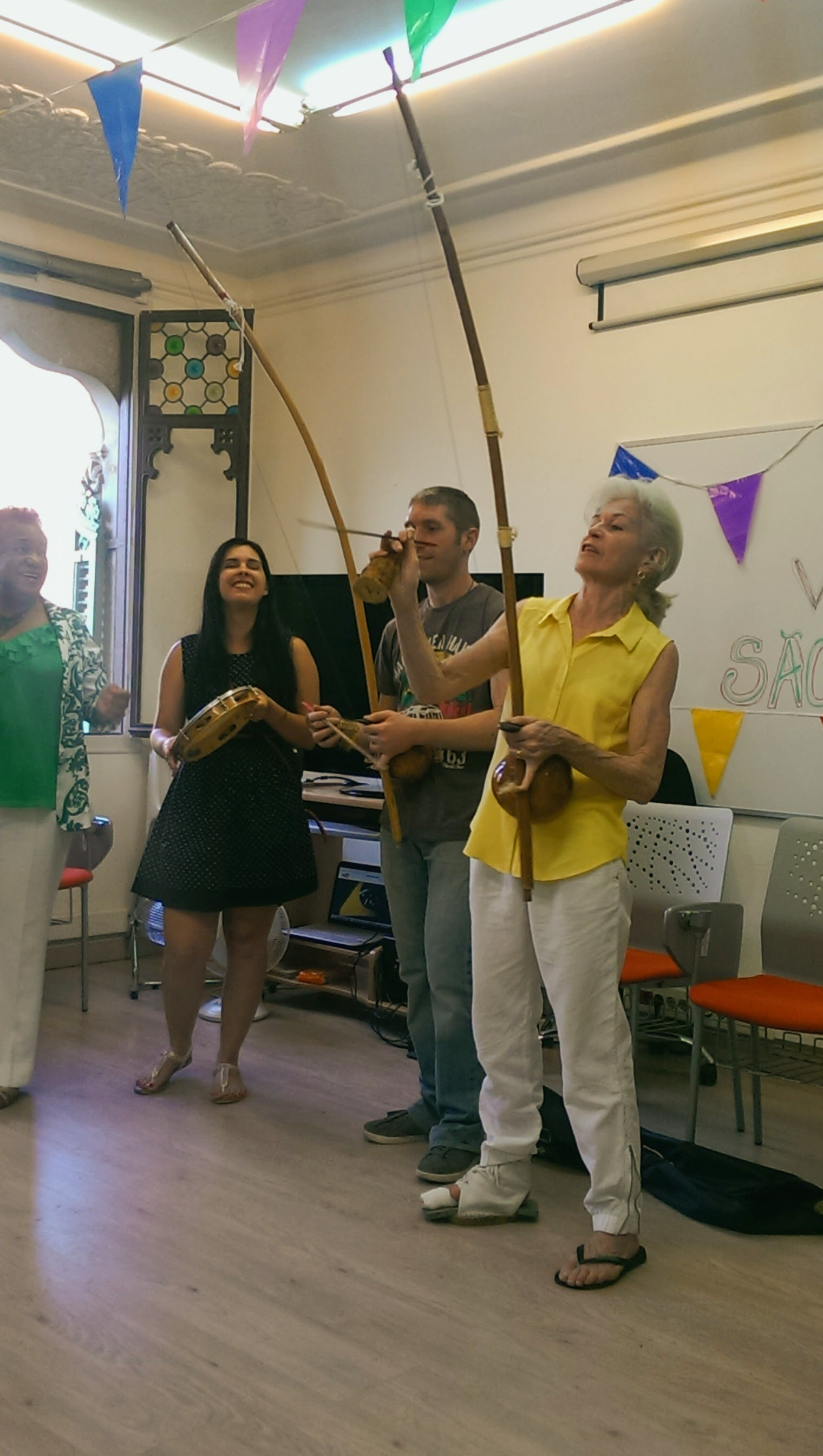
Actuació de música tradicional brasilera en la seu de l'Institut, tocant el berimbau (2015)

L'Institut Guimarães Rosa de Barcelona (en portuguès i oficialment, Instituto Guimarães Rosa em Barcelona) és una institució creada l'any 1963 a la Ciutat Comtal pel Consolat General del Brasil a Barcelona i el Ministeri de Relacions Exteriors del Brasil.
Ubicat durant una dècada en la pròpia seu del consolat, l'any 1975 va establir-se definitivament a la Casa Amatller. La finalitat del centre és la promoció de la llengua portuguesa (en la seva variant sud-americana) i la cultura brasilera, organitzant exposicions, conferències, mostres de cinema o presentacions de llibres d'autors brasilers. Com a Centre d'Estudis, imparteix classes de llengua i cultura, a més de ser el centre examinador als Països Catalans del CELPE-Bras, la prova de nivell oficial de portuguès brasiler.
En les seves instal·lacions s'hi troba una petita biblioteca multimèdia i va ser la seu de l'extinta Coral Villa-Lobos —especialitzada en obres de compositors brasilers sota la direcció del mestre José Roberto de Paulo ORB. El professor Wagner Novaes va ser-ne el director fins a la seva jubilació l'any 2023, quan va ser substituït per Andreia Moroni.